# 抱き合わせ商法
抱き合わせ商法（だきあわせしょうほう、英: tying）とは、本来の商品・サービス（主たる商品）とは別の商品・サービス（従たる商品）をセットで販売する方法・手法の総称を指す。抱き合わせ販売とも呼ばれる。

## 概要
大抵の場合は、多くの人が入手したいと考えるような購買率の高さが期待できる「人気商品」と、人気がなく売れ行きが芳しくない「不人気商品」をセットにして販売する例を指す。
「不人気商品」と入手しにくい「人気商品」を組み合わせて販売した場合、消費者（客）が後者の「人気商品」を手に入れるためには、前者の「不人気商品も同時に購入」しなければならない。この場合、販売者にとっては不人気商品の購買率が高められることが期待できるが、消費者にとっては廉価で良質な商品を選ぶ環境でなくなってしまう。
主たる人気商品の販売に併せ、従たる不人気商品の購入を強制することは、自由かつ公正な競争を不当に妨害する側面も併せ持つ。
抱き合わせ商法は従たる不人気商品の販売数を少しでも稼ぐために利用され、この場合、主たる人気商品のシェアを占める企業が従たる不人気商品の市場での競争業者を排除する手段となる。
日本においては、このような販売方法は不公正な取引方法の一般指定（10項）により指定されており、私的独占の禁止及び公正取引の確保に関する法律（独占禁止法）第19条違反となる。
不当な抱き合わせ販売とならない場合としては、
- 個別に購入できる選択肢が残されている場合
- 個別に購入できないが、組み合わされる商品や役務が密接にかかわっている場合（以下は一例）
  - 「レンタカー向け保険」を単品販売せず、レンタカーの貸与と共に販売する[2]。
  - 太鼓やシンバル、金具類を単品販売せず、「ドラムセット」としてまとめて販売する（セットを構成する単品が個別購入できない場合）。
  - パソコン単体では販売せずに、メーカーが指定したオペレーティングシステムを組み込んで販売する。組立家具に組み立てに必要な工具を同梱して販売する（それぞれを単体で買う選択肢がない場合）。
- 単品と認識されるが一般的に複数を一組として販売されるもの。自動車用タイヤを4本、ダーツの矢を3本、太鼓の撥（スティック）の左右、ねじや釘、一部の消耗品などは単品で販売されないことが多い。
- 単体商品として販売されないおまけを付ける場合（音楽CDと握手券[3]など）

などがあげられる。

## 不当な抱き合わせ販売の例
以下に、商売手法として「不当な抱き合わせ販売」とされている一部の実例を例示する。
- 1992年、公正取引委員会は、家庭用テレビゲーム機やゲームソフトの卸売業者である藤田屋に対し、ドラゴンクエストシリーズが新発売の時期に、品薄で入手しにくいことを利用して『ドラゴンクエストIII』・『ドラゴンクエストIV』と、他の「不人気なゲームソフト」とを抱き合わせて販売した行為について、当該行為を取りやめることを取引先小売業者に周知徹底させる旨の審判審決を下した（藤田屋事件）[4]。
- 1993年、大阪高等裁判所は、東芝エレベータが、自社製エレベーターの修理において、同社子会社の東芝昇降機サービス（現：東芝エレベータテクノス）以外の修理業者や、東芝昇降機サービスと保守業務の委託契約を締結しないユーザーについて、修理用部品を供給しないもの、とした行為につき、競合の修理業者による損害賠償請求を認容した（東芝昇降機サービス事件）[5]。
- マイクロソフトのオペレーティングシステムである Microsoft Windows に含まれる（プリインストールされている）Internet ExplorerやWindows Media Playerなどについて、「違法な抱き合わせ販売」として、日本国内や欧州連合で、過去に何度か問題提起されている[6][7]。
- 1996年ごろ、マイクロソフトがパソコンメーカー各社に対し、Microsoft Office のバンドル・プリインストールの際、Word/Excel をセットで販売する方針を取っていたことについて、公正取引委員会により勧告を受けたことがある（日本マイクロソフト抱合せ事件勧告審決）[8][9]。
- 日本のパチンコ・パチスロにおいては、人気機種を優先的にホールに導入できるようにする代わりに、同じ会社の不人気機種を抱き合わせで購入させられることが半ば常態化していたことから、2009年1月にパチンコ業界の関係4団体がそのような販売方法を規制することで合意したことが明らかにされた[10]。しかし、合意直後の同年3月に発売されたCRスロぱちんこグラディエーターエボリューション（京楽産業.）において次機種との抱き合わせ販売が行われていたことが明るみに出た[11]。
- 1993年米騒動の際に、日本米と不人気なタイ米をセット販売した米屋があった。
- 2019年の新型コロナウイルスによる影響でマスクがほとんど購入できない状態となっている際、ドラッグストア大手のマツモトキヨシとコクミンドラッグの一部店舗でマスクと他の商品とを抱き合わせて販売していた事例があったとして、公正取引委員会が業界団体の日本チェーンドラッグストア協会に対して、注意喚起を行ったことがある[12][13]。